# 孳跃蛛
孳跃蛛（学名：Sitticus zimmermanni）为跳蛛科跃蛛属的动物。分布于欧洲、北美洲、以及中国大陆的新疆等地，主要栖息于草丛。该物种的模式产地在欧洲。